# 기계 지각
기계 지각, 머신 인식, 머신 퍼셉션(machine perception)은 컴퓨터 시스템이 사람이 주변 세계를 인지하는 방식과 유사하게 자료를 해석하는 능력이다. 컴퓨터가 환경을 받아들이고 반응하는 기본 방식은 연결된 하드웨어를 통해서이다. 최근까지 입력은 키보드나 마우스로 제한되었지만, 하드웨어와 소프트웨어 기술의 발전으로 컴퓨터는 인간과 유사한 방식으로 감각 입력을 받을 수 있게 되었다.
기계 지각은 컴퓨터가 이러한 감각 입력을 활용하고, 전통적인 계산 방식을 통해 정보를 수집하여 더 높은 정확도로 정보를 수집하고 사용자에게 더 편안한 방식으로 제시할 수 있도록 한다. 여기에는 컴퓨터 비전, 기계 청각, 기계 촉각, 그리고 인공 향이 화학 물질, 분자, 원자 수준에서 구별 불가능하고 동일하기 때문에 기계 후각이 포함된다.
기계 지각의 최종 목적은 기계가 인간처럼 세상을 보고, 느끼고, 인지할 수 있도록 하여, 그들이 결정을 내리는 이유를 인간적인 방식으로 설명하고, 실패할 때 경고하며, 더 중요하게는 실패하는 이유를 알려주는 능력을 부여하는 것이다. 이 목적은 일반적으로 인공지능의 제안된 목적과 매우 유사하지만, 기계 지각은 기계에 완전한 의식, 자의식, 의도성을 부여하기보다는 제한된 지각만을 허용한다.

## 머신 비전
컴퓨터 비전은 실제 세계의 이미지 및 고차원 데이터를 획득, 처리, 분석 및 이해하여 숫자 또는 상징적 정보(예: 결정 형태)를 생성하는 방법을 포함하는 분야이다. 컴퓨터 비전은 이미 얼굴 인식, 지리적 모델링, 심지어 미학적 판단과 같은 많은 응용 분야에서 사용되고 있다.
그러나 기계는 이미지가 흐릿하거나 자극을 보는 관점이 자주 달라지면 시각적 입력을 정확하게 해석하는 데 여전히 어려움을 겪는다. 또한 컴퓨터는 다른 자극과 겹치거나 매끄럽게 접촉하는 경우 일부 자극의 적절한 특성을 결정하는 데 어려움을 겪는다. 이것은 좋은 연속성의 원리를 의미한다. 기계는 또한 게슈탈트 심리학의 연구 분야인 분명한 움직임 원리에 따라 작동하는 자극을 인지하고 기록하는 데 어려움을 겪는다.

## 기계 청각
기계 청각은 기계 듣기 또는 컴퓨터 오디션으로도 알려져 있으며, 컴퓨터나 기계가 음성 또는 음악과 같은 소리 데이터를 수신하고 처리하는 능력이다.
이 분야는 음악 녹음 및 압축, 음성 합성 및 음성 인식을 포함한 광범위한 응용 분야를 가지고 있다.
또한, 이 기술은 기계가 많은 다른 경쟁 소리와 배경 소음 속에서 특정 소리에 선택적으로 집중하는 인간 뇌의 능력을 복제할 수 있게 한다. 이 능력은 "청각 장면 분석"이라고 불린다. 이 기술은 기계가 동시에 발생하는 여러 스트림을 분할할 수 있도록 한다.
스마트폰, 음성 번역기, 자동차와 같은 많은 일반적인 장치들은 어떤 형태의 기계 청각을 사용한다. 현재 기술은 여전히 음성 분할에 어려움을 겪는다. 이는 특히 비정형적인 억양으로 말할 때 문장 내의 단어를 올바르게 분할하지 못하는 경우가 있음을 의미한다.

## 기계 촉각
기계 촉각은 기계나 컴퓨터가 촉각 정보를 처리하는 기계 지각의 한 분야이다. 응용 분야에는 표면 특성의 촉각 인지와 촉각 정보가 지능적인 반사 작용 및 환경과의 상호 작용을 가능하게 하는 손재주가 포함된다. 비록 마찰이 언제 어디서 발생하는지, 그리고 마찰의 특성과 강도를 측정함으로써 가능할 수 있지만, 기계는 여전히 신체적 고통을 포함한 몇 가지 일반적인 인간의 물리적 경험을 측정할 방법이 없다. 예를 들어, 과학자들은 신체와 뇌에서 인간의 물리적 불편함과 고통을 인지하고 측정하는 역할을 하는 통각수용기를 대체할 기계적인 것을 아직 발명하지 못했다.

## 기계 후각
과학자들은 기계 후각이라고 불리는, 냄새를 인식하고 측정할 수 있는 컴퓨터를 개발하고 있다. 공기 중의 화학 물질은 때때로 전자 코라고 알려진 장치로 감지되고 분류된다.

## 미래
위에 나열된 것 외에도 기계 지각 과학이 아직 극복해야 할 미래의 장애물 중 일부는 다음과 같다.
- 체화된 인지 - 인지가 전신 경험이며, 따라서 모든 필요한 인간 능력과 과정이 상호 인식하고 지원하는 시스템 네트워크를 통해 함께 작동해야만 존재하고 측정 및 분석될 수 있다는 이론.
- 모라벡의 역설 (링크 참조)
- 유사성 원리 - 어린이가 새로 소개된 자극이 해당 가족과 일반적으로 연관시키는 구성원과 다르더라도 어떤 가족에 속하는지 결정하는 능력. (예를 들어, 어린이가 치와와가 해로운 동물이 아니라 개이자 집안의 애완동물임을 알아내는 것)
- 무의식적 추론: 새로운 자극이 위험한지 여부, 무엇인지, 그리고 어떻게 관계를 맺을지 어떤 새로운 의식적인 노력도 요구하지 않고 결정하는 자연스러운 인간 행동.
- 시간이 지남에 따라 상황과 다른 사람들로부터 배우기 위해 개연성 원리를 따르는 타고난 인간 능력.
- 인식에 의한 구성 이론 - 복잡한 메커니즘조차도 상호 작용할 수 있는 관리 가능한 부분으로 정신적으로 분석하고 분해할 수 있는 능력. 예를 들어: 뜨거운 코코아로 가득 찬 머그잔을 구성하는 컵과 손잡이 부분을 모두 보아서, 화상을 피하기 위해 손잡이를 사용하여 머그잔을 잡는 사람.
- 자유 에너지 원리 - 자신의 삶과 기능을 만족스럽게 유지하는 데 필요한 에너지를 잃지 않고, 자신 외부의 사물을 인식하는 데 안전하게 할당할 수 있는 에너지의 양을 미리 결정하는 것. 이를 통해 사람은 손상되는 스트레스, 결정 피로 및 탈진을 경험할 정도로 에너지를 고갈시키지 않으면서 주변 세계를 최적으로 인식할 수 있다.

## 같이 보기
- 로봇 공학 센싱
- 센서
- SLAM
- 인공지능의 역사